# جير إنغبرتسن
جير إنغبرتسن هو قاضي نرويجي، ولد في 22 مارس 1952.